# صفاء (اسم)
اسم علم مؤنث عربي جاء على صيغة المصدر، ومعناه: النَّقاء، خلاف الكدر. ويقال: جلسة صفاء، أي: جلسة نقيَّة، خالية ممّا يكدِّرها، ويوم صاف: يعني يوم مشرق لا يكدره غيم أو ريح.
وهو اسم علم شخصي مؤنث، وله انتشار في العالم العربي، ومن الأسماء المشابهة لأسم صَفاء: صَفا صَفْصف صَفِيَّة صافِية صفوة.

## الشخصيات
- صفاء الطوخي، ممثلة مصرية وهي ابنة الآديب عبد الله الطوخي والكاتبة فتحية العسال.
- صفاء أبو السعود، ممثلة ومغنية واعلامية مصرية.
- صفاء سلطان، ممثلة ومغنية فلسطينية.
- صفاء مغربي، ممثلة مصرية.
- صفاء رقماني، ممثلة سورية.
- صفاء السراي، ثوري عراقي.